# Bejjihalli, Sira
Bejjihalli là một làng thuộc tehsil Sira, huyện Tumkur, bang Karnataka, Ấn Độ.